# Tribunal administratif de Paris
Le tribunal administratif de Paris est un tribunal administratif français. Son ressort couvre la ville de Paris. Siégeant au sein de l'Hôtel d'Aumont dans le 4e arrondissement de Paris, il juge en premier ressort les affaires d'ordre administratif qui lui sont présentées.

## Personnel

### Magistrats administratifs
Le tribunal est composé de 84 magistrats :
- le président et son vice-président ;
- 6 présidents de section ;
- 11 vice-présidents de section ;
- 65 conseillers (dont seize exerçant les fonctions de rapporteur public).

### Greffe
Le greffe est composé d'un greffier-en-chef, de deux greffiers-en-chef adjoints, de 23 greffiers dans les sections et chambres.
Il y a deux agents pour le bureau d'aide juridictionnelle.

## Organisation du tribunal, compétence matérielle et territoriale
Il est composé de dix-neuf chambres chargées du contentieux administratif.
Les appels de ses décisions sont portés devant la Cour administrative d'appel de Paris.

## Histoire du bâtiment
Le bâtiment actuel résulte d'un hôtel particulier construit sur les plans de Louis Le Vau, achevé en 1648 et habité à partir de 1656 par Antoine d'Aumont, maréchal de France.
À partir de 1756, le bâtiment cesse d'appartenir à la famille d'Aumont. Plusieurs propriétaires se succèdent alors.
De 1802 à 1824, le bâtiment est loué pour être la mairie du 9e arrondissement de Paris. Entre 1824 et 1859, l'hôtel d'Aumont est occupé par l'Institution Petit qui héberge des internes du lycée Charlemagne.
L'hôtel devient la propriété de la Pharmacie centrale de France en 1859.
En 1938, l'hôtel d'Aumont est acheté par la Ville de Paris qui le remet en état et obtient son classement.
Le tribunal administratif s'y installe en 1959.

## Histoire de la juridiction
Le tribunal administratif de Paris est issu du conseil de préfecture de la Seine, créé par la loi du 28 pluviôse an VIII (17 février 1800). Il est alors composé de cinq membres et est compétent pour le département de la Seine.
Le décret du 17 mars 1863 dote le conseil de préfecture de la Seine d'un président, qui remplace le préfet de Paris. C'est à cette date aussi que le conseil de préfecture est subdivisé en sections et est composé de sept membres.
Comme les autres tribunaux administratifs, le tribunal administratif de Paris est créé en 1953. Il est alors composé du président, de trois présidents de section, de huit conseillers-rapporteurs et de six commissaires du gouvernement, soit un total de dix-huit magistrats.
Le tribunal administratif s'installe dans l'hôtel d'Aumont en 1959.
En 1964, il devient un tribunal interdépartemental, couvrant quatre départements (Paris, Hauts-de-Seine, Val de Marne, Seine-Saint-Denis).
Son ressort géographique est amputé du département du Val-de-Marne avec la création du tribunal administratif de Melun en 1996, puis du département de la Seine-Saint-Denis avec la création du tribunal administratif de Cergy-Pontoise en 2000, et enfin du département des Hauts-de-Seine avec le transfert du contentieux de ce département vers le tribunal administratif de Versailles depuis le 1er septembre 2004.
Actuellement, le tribunal compte un président, un vice-président, six présidents de section, onze vice-présidents de section et soixante cinq conseillers (dont seize exerçant les fonctions de rapporteur public). Son ressort recouvre uniquement le département de Paris.

## Salles d'audience
Le tribunal comporte trois salles d'audiences, dont deux sont accessibles par le perron au fond de la cour à gauche ; la troisième est de plain-pied sur la cour et accessible aux handicapés.

## Organisation

### Direction
- Président de la juridiction : Jean-Pierre Dussuet
- Vice-présidente : Martine Dhiver
- Greffier en chef : poste vacant
- Greffiers en chef adjoints : Doriane Delaporte, Arnaud Le Bas

### Répartition des matières jugées par chambre
- Première section : contentieux fiscal, éducation-recherche, élections universitaires, étrangers.
  - 1re chambre
  - 2e chambre
  - 3e chambre

- Deuxième section : contentieux fiscal, collectivités territoriales, économie, fonctionnaires et agents publics, collectivités territoriales, établissements hospitaliers, étrangers.
  - 1re chambre
  - 2e chambre
  - 3e chambre

- Troisième section : logement (Dalo indemnitaire), marchés et contrats de l'État et organismes rattachés (sauf SNCF et AP-HP), police, travail, étrangers, élections politiques, état d'urgence.
  - 1re chambre
  - 2e chambre
  - 3e chambre

- Quatrième section : agriculture, domaine-voirie, droits des personnes et libertés publiques (état des personnes), environnement, expropriation, juridictions, logement (« DALO indemnitaire », « DALO injonction », « DALCOM »), marchés et contrats des collectivités locales et organismes rattachés, marchés et contrats de la SNCF et de l'AP-HP, urbanisme et aménagement, étrangers (expulsions), transports.
  - 1re chambre
  - 2e chambre
  - 3e chambre

- Cinquième section : culture, droit des personnes et libertés publiques (CADA), élections dans les fonctions publiques, fonctionnaires et agents publics (sauf collectivités territoriales et établissements hospitaliers), pensions, postes et télécommunications, radiodiffusion et télévision, travaux publics, étrangers.
  - 1re chambre
  - 2e chambre
  - 3e chambre
  - 4e chambre

- Sixième section : aide sociale, armées, décorations, droits des personnes et libertés publiques (sauf état des personnes et CADA), logement, professions, rapatriés, responsabilité hospitalière, santé publique, sports, étrangers.
  - 1re chambre
  - 2e chambre
  - 3e chambre

- Service du juge des référés

## Photographies

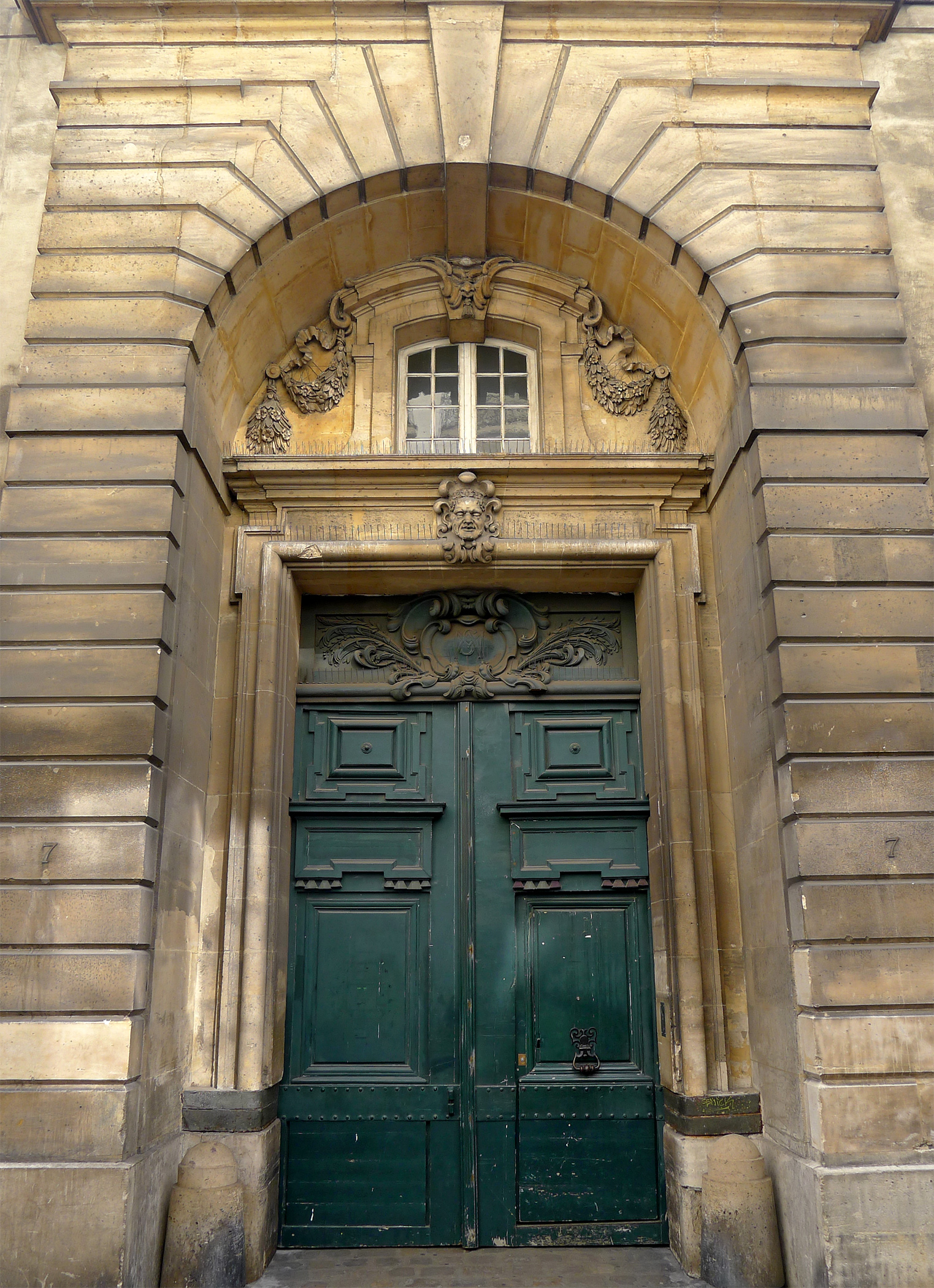
Porte d'entrée.
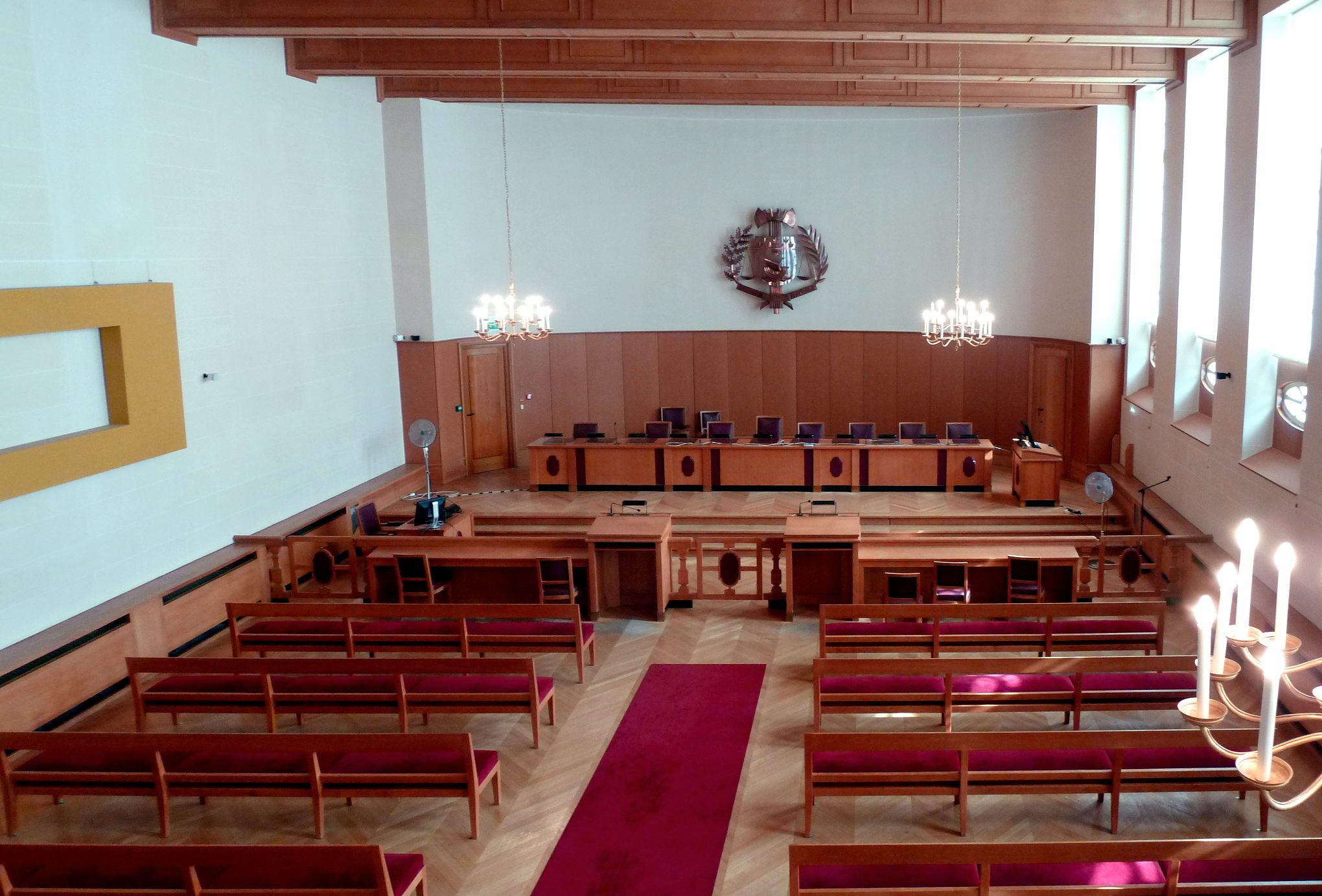
Salle d'audience.
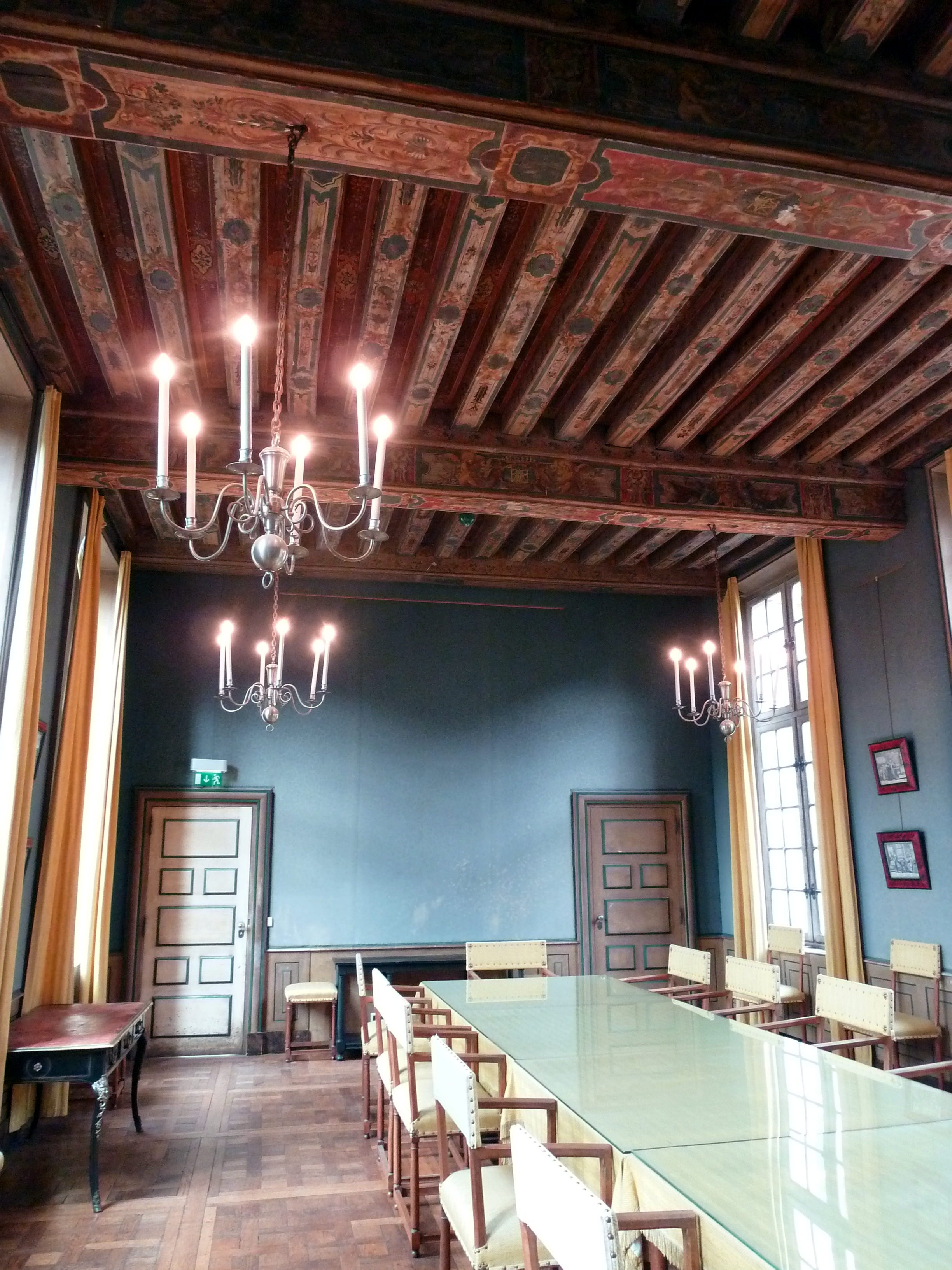
Chambre du conseil.